# 定慧寺 (镇江市)
镇江定慧寺，坐落在中华人民共和國江苏省镇江市东北部长江当中的小岛焦山之上。汉族地区佛教全国重点寺院之一。

## 简介
该寺始建于东汉兴平年间，原名普济寺，宋朝时称普济禅院，元代改称焦山寺。清朝康熙皇帝南巡至此，改为定慧寺。基本保持了明代的建筑风格。以佛学胜。
定慧寺在明代为全盛时期，有殿宇98间、和尚3000人，参禅的僧侣达数万人。当时定慧寺两旁还有18个庵寺，称“十八房”。
茗山法师在1980年代到1990年代，驻锡与此。